# Nag Champa

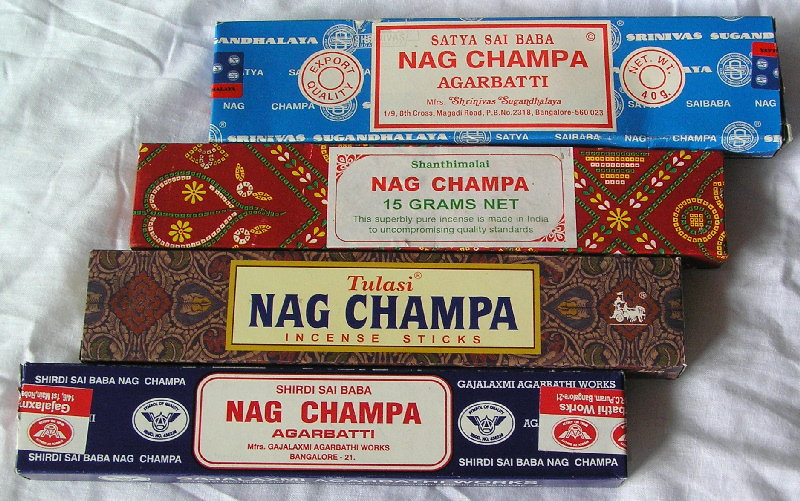
Nag Champa

Nag Champa o Sona Champa (Champa dorada) es el nombre de la flor de un árbol tropical perenne que pertenece a la especie Michelia champaca que se encuentra sobre todo en Asia. Las especies del Nag-Champa dan flores de color naranja claro, con el pétalo superior que se asemeja a la cabeza de una  serpiente cobra.

## Características
Las fragancias contienen un ingrediente natural de origen indio llamado "halmaddi", que es una resina obtenida del árbol Ailanthus malabarica. Esta resina le otorga a los sahumerios su característico color gris, a la vez que absorben la humedad del aire.

## Nombre
Su nombre proviene de "Champa", que es un tipo de incienso indio proveniente de la flor de Champa
- Datos: Q899767
- Multimedia: Nag Champa / Q899767